# Velhartice
Velhartice – wieś i gmina w Czechach, w powiecie Klatovy, w kraju pilzneńskim. Według danych z dnia 1 stycznia 2015 liczyła 843 mieszkańców.